# Abigail Johnson

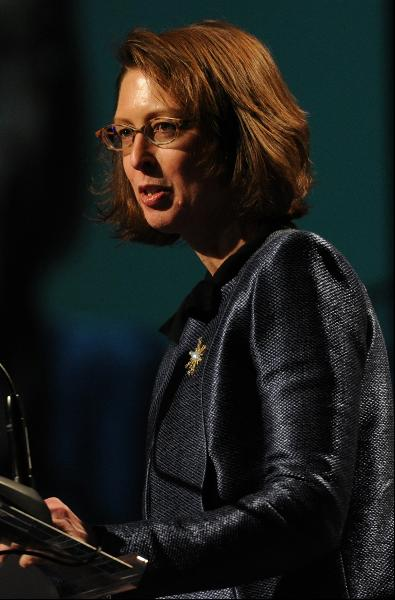
Abigail Johnson

Abigail P. Johnson (* 1961) ist eine US-amerikanische Managerin und Milliardärin. Seit 2014 ist sie Präsidentin und CEO der US-Investmentfirma Fidelity Investments (FMR) sowie Chairwoman der Schwesterkapitalgesellschaft Fidelity International (FIL). FMR ist eine der nach verwaltetem Vermögen größten Fondsgesellschaften der Welt. 

## Leben
Abigail Johnson ist Enkelin des Unternehmensgründers Edward C. Johnson 2nd und Tochter von Edward „Ned“ C. Johnson 3rd.
Sie studierte Kunstgeschichte am William Smith College und erwarb den Titel Bachelor of Arts and Science. Später absolvierte sie an der Harvard University ein weiteres Studium, das ihr den Titel Master of Business Administration (MBA) einbrachte.
Abigail Johnson ist verheiratet, hat zwei Kinder und lebt in Milton, Massachusetts. 2020 wurde sie in die American Academy of Arts and Sciences gewählt.

## Karriere
Nach ihrem ersten Studium war Abigail Johnson zunächst zwei Jahre lang bei der internationalen Unternehmensberatung Booz Allen Hamilton tätig. 1988 trat sie in das Unternehmen ihres Vaters ein, wo sie als Fondsmanagerin 1993 erstmals Verantwortung für einen Fonds übernahm. 
2001 wurde „Abby“ Präsidentin des Unternehmensbereiches Investmentfonds. Einige Zeit später wechselte sie an die Spitze des Bereichs, der individuelle und betriebliche Vorsorgepläne für die Kunden verwaltet. Nachdem 2008 einige Führungspersönlichkeiten ausschieden, rechnen Beobachter mit einem baldigen Aufrücken von Abigail Johnson zur Präsidentin von Fidelity.
Forbes wähnte sie 2023 im Ranking der mächtigsten Frauen der Welt auf Platz 8 weltweit.

## Kapitalbesitz
Edward C. Johnson 3rd übertrug 1995 einen Anteil von 24 Prozent an Fidelity auf seine Tochter. In den vergangenen Jahren soll „Abby“ Anteile an die Familie zurückverkauft haben, sodass ihr genauer Anteilsbesitz am Familienunternehmen derzeit unbekannt ist. Die Familie Johnson besitzt 49 Prozent an Fidelity. Abigail Johnson besetzte in der Forbes-Liste der reichsten Menschen der Welt 2022 mit einem Vermögen von 21,2 Milliarden US-Dollar Platz 75.
2024 gibt Forbes Johnsons geschätztes Vermögen mit 29,5 Milliarden US-Dollar an, womit sie Platz 10 der Liste der reichsten Frauen der Welt des Magazins belegt.